# Liga de Campeones de fútbol sala de la UEFA 2020-21
La Liga de Campeones de fútbol sala de la UEFA 2020-21 fue la 35ª edición del máximo torneo de clubes de fútbol sala y la 3.ª bajo el nombre de Liga de Campeones de fútbol sala de la UEFA.
El torneo empezó el 24 de noviembre de 2020 con los primeros partidos de la Ronda Preliminar y terminó el 3 de mayo de 2021 con la Fase Final.
A raíz de la pandemia de COVID-19 para esta edición se optó por un cambio en el formato en el que todas las rondas consisten en eliminatorias directas a partido único.
La fase final, inicialmente prevista en el Minsk Arena de Minsk, se trasladó al Dvorana Krešimira Ćosića de Zadar.

## Formato
El torneo consta de dos fases: Fase Preliminar y Fase Final.
La fase preliminar consiste en tres eliminatorias directas a partido único. Una ronda preliminar con 46 equipos, una ronda de dieciseisavos donde los 23 ganadores de la ronda anterior se unen a 9 equipos cabeza de serie, y finalmente una ronda de octavos de final. Los vencedores clasifican a la Fase Final.
La Fase Final continua con el mismo formato pero en sede única, hasta llegar a la gran final.

## Equipos participantes
Las tres primeras naciones de la clasificación, es decir, España, Portugal y Rusia, tienen derecho a inscribir dos equipos. Dado que el poseedor del trofeo pertenece a una de estas federaciones, Kazajistán, cuarto en la clasificación, también obtiene esta ventaja. Sus ocho representantes, incluido el campeón defensor FC Barcelona, se encuentran entre los 9 equipos con los coeficientes más altos y comienzan directamente desde la segunda ronda. Los otros 46 parten de la ronda preliminar. Compiten 51 federaciones, dos menos que en la pasada edición.

### Lista de equipos
Lista de equipos por coeficiente UEFA.
| Posición | Equipo               | Coef.  |
| -------- | -------------------- | ------ |
| Campeón  | FC Barcelona         | 69,001 |
| 1        | Inter FS             | 60,667 |
| 2        | Sporting de Portugal | 57,999 |
| 3        | AFC Kairat           | 35,667 |
| 4        | SL Benfica           | 33,332 |
| 5        | MFK KPRF             | 24,000 |
| 6        | MFK Gazprom Jugra    | 20,333 |
| 7        | FC Aktobe            | 16,000 |
| 8        | FK Dobovec           | 14,501 |

| Posición | Equipo                      | Coef.  |
| -------- | --------------------------- | ------ |
| 9        | Italservice                 | 14,167 |
| 10       | MFK Prodeksim               | 14,000 |
| 11       | Rekord Bielsko-Biała        | 10,502 |
| 12       | FK Chrudim                  | 10,333 |
| 13       | FK Kauno Žalgiris           | 7,749  |
| 14       | FC Leo                      | 7,500  |
| 15       | Araz Naxçivan               | 6,999  |
| 16       | mk Olmissum                 | 6,834  |
| 17       | Mezei-Vill FC               | 6,500  |
| 18       | FT Charleroi                | 6,000  |
| 19       | MK Viten                    | 5,501  |
| 20       | St. Andrews FC              | 5,167  |
| 21       | FK Lučenec                  | 4,916  |
| 22       | Estrella Roja               | 4,667  |
| 23       | Zaalvoetbal Hovocubo        | 4,667  |
| 24       | VfL 05 Hohenstein-Ernstthal | 3,833  |
| 25       | FK Shkupi                   | 3,833  |
| 26       | CS United Galați            | 3,667  |
| 27       | Futsal Minerva              | 3,376  |
| 28       | FC Salines Tuzla City       | 2,834  |
| 29       | AC Omonia Nicosia           | 2,417  |
| 30       | KF Pristina                 | 2,334  |
| 31       | Helvecia FC                 | 2,168  |

| Posición | Asociación             | Coef. |
| -------- | ---------------------- | ----- |
| 32       | ACCS Futsal            | 2,084 |
| 33       | Futsal Gentofte        | 2,084 |
| 34       | Universidad de Tbilisi | 2,000 |
| 35       | FC Allstars            | 2,000 |
| 36       | Hammarby Fotboll       | 1,667 |
| 37       | Riga FC                | 1,667 |
| 38       | SMS Viimsi             | 1,583 |
| 39       | Akaa Futsal            | 1,333 |
| 40       | KMF Titograd           | 1,167 |
| 41       | Lynx FC                | 1,001 |
| 42       | AEK Atenas             | 0,750 |
| 43       | KF Tirana              | 0,750 |
| 44       | Piyalepaşa SK          | 0,667 |
| 45       | Utleira Futsal         | 0,667 |
| 46       | FC Ashdod              | 0,750 |
| 47       | FC Differdange 03      | 0,583 |
| 48       | Blue Magic FC          | 0,583 |
| 49       | PFC Cherno More Varna  | 0,500 |
| 50       | PYF Saltires           | 0,500 |
| 51       | Universidad de Swansea | 0,250 |
| 52       | FC Encamp              | 0,250 |
| 53       | FC Fiorentino          | 0,084 |
| 54       | Rosario FC             | 0,000 |

## Fase Preliminar

### Ronda Preliminar
| Local                       | Resultado     | Visitante              |
| --------------------------- | ------------- | ---------------------- |
| MK Olmissum                 | 9 – 1         | SMS Viimsi             |
| VfL 05 Hohenstein-Ernstthal | 6 - 2         | Piyalepaşa SK          |
| Riga FC                     | 3 - 4 (t. s.) | FK Lučenec             |
| FK Chrudim                  | 2 - 1         | Akaa Futsal            |
| FK Shkupi                   | 3 - 0         | Blue Magic FC          |
| FC Allstars                 | 2 - 6         | St. Andrews FC         |
| ACCS Futsal                 | 7 - 3         | Estrella Roja          |
| MK Viten                    | 7 - 0         | PFC Cherno More Varna  |
| FT Charleroi                | 13 - 1        | Lynx FC                |
| KF Pristina                 | 3 - 0         | KF Tirana              |
| KMF Titograd                | 0 - 6         | Italservice            |
| FC Encamp                   | 3 - 10        | FC Salines Tuzla City  |
| AC Omonia Nicosia           | 6 - 0         | FC Fiorentino          |
| MFK Prodeksim               | 28 - 1        | Rosario FC             |
| Futsal Gentofte             | 5 - 0         | FC Leo                 |
| AEK Atenas                  | 3 - 3 4' (3)  | Araz Naxçivan          |
| Futsal Minerva              | 5 - 0         | PYF Saltires           |
| FK Kauno Žalgiris           | 3 - 1         | Hammarby Fotboll       |
| FC Differdange 03           | 6 - 0         | Helvecia FC            |
| Utleira Futsal              | 0 - 11        | Zaalvoetbal Hovocubo   |
| Rekord Bielsko-Biała        | 6 - 0         | Universidad de Swansea |
| CS United Galați            | 1 - 0         | FC Ashdod              |
| Universidad de Tbilisi      | 3 - 4         | Mezei-Vill FC          |

### Dieciseisavos de Final
| Local                       | Resultado    | Visitante            |
| --------------------------- | ------------ | -------------------- |
| FC Barcelona                | 9 - 2        | KF Pristina          |
| St. Andrews FC              | 2 - 3        | FK Dobovec           |
| Futsal Minerva              | 1 - 5        | SL Benfica           |
| FK Chrudim                  | 4 - 0        | FC Differdange 03    |
| Inter FS                    | 6 - 2        | Zaalvoetbal Hovocubo |
| ACCS Futsal                 | 2 - 2 8' (7) | Italservice          |
| MK Olmissum                 | 4 - 1        | FT Charleroi         |
| Sporting de Portugal        | 12 - 1       | Futsal Gentofte      |
| AEK Atenas                  | 2 - 5        | FC Aktobe            |
| MK Viten                    | 3 - 5        | AFC Kairat           |
| MFK Prodeksim               | 5 - 1        | FK Shkupi            |
| VfL 05 Hohenstein-Ernstthal | 0 - 2        | FK Kauno Žalgiris    |
| FC Salines Tuzla City       | 2 - 5        | MFK Gazprom Jugra    |
| FK Lučenec                  | 1 - 7        | MFK KPRF             |
| AC Omonia Nicosia           | 0 - 2        | Mezei-Vill FC        |
| Rekord Bielsko-Biała        | 3 - 6        | CS United Galați     |

### Octavos de Final
| Local                | Resultado | Visitante         |
| -------------------- | --------- | ----------------- |
| Inter FS             | 4 - 2     | MFK Prodeksim     |
| FC Aktobe            | 1 - 2     | FK Dobovec        |
| AFC Kairat           | 6 - 1     | CS United Galați  |
| MK Olmissum          | 1 - 2     | MFK KPRF          |
| SL Benfica           | 5 - 0     | Mezei-Vill FC     |
| MFK Gazprom Jugra    | 3 - 0     | FK Kauno Žalgiris |
| FC Barcelona         | 2 - 1     | ACCS Futsal       |
| Sporting de Portugal | 5 - 1     | FK Chrudim        |

## Fase Final
Sede: Zadar,  Croacia
Equipos clasificados:
| FC Barcelona         | SL Benfica        |
| Inter FS             | MFK KPRF          |
| Sporting de Portugal | MFK Gazprom Jugra |
| AFC Kairat           | FK Dobovec        |

|  | Cuartos de final     | Cuartos de final     |              |   | Semifinales | Semifinales |  |  | Final | Final |
|  |                      |                      |              |   |             |             |  |  |       |       |
|  |                      |                      |              |   |             |             |  |  |       |       |
|  |                      |                      |              |   |             |             |  |  |       |       |
|  | FC Barcelona         | 2                    |              |   |             |             |  |  |       |       |
|  | FC Barcelona         | 2                    |              |   |             |             |  |  |       |       |
|  | FK Dobovec           | 0                    |              |   |             |             |  |  |       |       |
|  | FK Dobovec           | 0                    | FC Barcelona | 3 |             |             |  |  |       |       |
|  |                      |                      | FC Barcelona | 3 |             |             |  |  |       |       |
|  |                      | AFC Kairat           | 2            |   |             |             |  |  |       |       |
|  | AFC Kairat (t.s.)    | AFC Kairat           | 2            | 6 |             |             |  |  |       |       |
|  | AFC Kairat (t.s.)    |                      |              | 6 |             |             |  |  |       |       |
|  | SL Benfica           | 2                    |              |   |             |             |  |  |       |       |
|  | SL Benfica           | 2                    | FC Barcelona | 3 |             |             |  |  |       |       |
|  |                      |                      | FC Barcelona | 3 |             |             |  |  |       |       |
|  |                      | Sporting de Portugal | 4            |   |             |             |  |  |       |       |
|  | Inter FS             | Sporting de Portugal | 4            | 3 |             |             |  |  |       |       |
|  | Inter FS             |                      |              | 3 |             |             |  |  |       |       |
|  | MFK Gazprom Jugra    | 0                    |              |   |             |             |  |  |       |       |
|  | MFK Gazprom Jugra    | 0                    | Inter FS     | 2 |             |             |  |  |       |       |
|  |                      |                      | Inter FS     | 2 |             |             |  |  |       |       |
|  |                      | Sporting de Portugal | 5            |   |             |             |  |  |       |       |
|  | Sporting de Portugal | Sporting de Portugal | 5            | 3 |             |             |  |  |       |       |
|  | Sporting de Portugal |                      |              | 3 |             |             |  |  |       |       |
|  | MFK KPRF             | 2                    |              |   |             |             |  |  |       |       |
|  | MFK KPRF             | 2                    |              |   |             |             |  |  |       |       |

### Cuartos de Final
| 28 de abril de 2021, 15:00 | AFC Kairat                                                                 | 6:2 (2:2, 1:1) (t. s.) | SL Benfica                           | Arena Krešimir Ćosić, Zadar                              |                                                          |
|                            | Gadeia 15' 46' · Edson 30' · Tursagulov 44' · Fernandinho 48' · Orazov 49' | Reporte                | 15' Afonso Jesus · 34' Tiago Brito ´ | Árbitro(s): Nikola Jelić Borislav Kolev Cédric Pelissier | Árbitro(s): Nikola Jelić Borislav Kolev Cédric Pelissier |

| 28 de abril de 2021, 20:00 | FC Barcelona            | 2:0 (2:0) | FK Dobovec | Arena Krešimir Ćosić, Zadar                          |                                                      |
|                            | Ferrao 8' · Aicardo 11' | Reporte   |            | Árbitro(s): Ondřej Černý Gábor Kovács Angelo Galante | Árbitro(s): Ondřej Černý Gábor Kovács Angelo Galante |

| 29 de abril de 2021, 15:00 | Inter FS                      | 3:0 (1:0) | MFK Gazprom Jugra | Arena Krešimir Ćosić, Zadar                              |                                                          |
|                            | Cecilio 15' 37' · Trípodi 33' | Reporte   |                   | Árbitro(s): Angelo Galante Nicola Manziones Ondřej Černý | Árbitro(s): Angelo Galante Nicola Manziones Ondřej Černý |

| 29 de abril de 2021, 20:00 | Sporting de Portugal                 | 3:2 (3:2) | MFK KPRF                | Arena Krešimir Ćosić, Zadar                                 |                                                             |
|                            | Cavinato 1' 14' · Vinicius Rocha 15' | Reporte   | 8' Niyazov · 14' Asadov | Árbitro(s): Cédric Pelissier Victor Berg-Audic Nikola Jelić | Árbitro(s): Cédric Pelissier Victor Berg-Audic Nikola Jelić |

### Semifinales
| 1 de mayo de 2021, 15:00 | Inter FS                   | 2:5 (1:2) | Sporting de Portugal                                                | Arena Krešimir Ćosić, Zadar                            |                                                        |
|                          | Borja 11' · Tomás Paçó 31' | Reporte   | 1' Cavinato · 11' Guitta · 23' Taynan · 34' Pany Varela · 39' Erick | Árbitro(s): Angelo Galante Gábor Kovács Borislav Kolev | Árbitro(s): Angelo Galante Gábor Kovács Borislav Kolev |

| 1 de mayo de 2021, 20:00 | FC Barcelona       | 3:2 (1:0) | AFC Kairat                         | Arena Krešimir Ćosić, Zadar                            |                                                        |
|                          | Ferrao 15' 20' 32' | Reporte   | 24' Diego Favero · 35' Fernandinho | Árbitro(s): Cédric Pelissier Ondřej Černý Nikola Jelić | Árbitro(s): Cédric Pelissier Ondřej Černý Nikola Jelić |

### Final
| 3 de mayo de 2021, 20:00 | FC Barcelona                            | 3:4 (2:0) | Sporting de Portugal                                     | Arena Krešimir Ćosić, Zadar                          |                                                      |
|                          | Marcênio 1' · Ximbinha 17' · Ferrao 37' | Reporte   | 25' Zicky · 27' Erick · 30' João Matos · 36' Pany Varela | Árbitro(s): Nikola Jelić Borislav Kolev Ondřej Černý | Árbitro(s): Nikola Jelić Borislav Kolev Ondřej Černý |